# Народный хурал Бурятии
Наро́дный Хура́л Респу́блики Буря́тия (НХ РБ, бур. Буряад Уласай Арадай Хурал) — законодательный (представительный) орган государственной власти Республики Бурятия, постоянно действующий высший орган законодательной власти Республики Бурятия.
Согласно Конституции Республики Бурятия, Народный Хурал состоит из 66 депутатов. Выборы проводятся по смешанной системе: половина депутатов (33) избираются по пропорциональной системе, другая (33) — по одномандатным избирательным округам на основе мажоритарной системы. Депутаты избираются сроком на пять лет.
Выборы назначаются Народным Хуралом не менее чем за три месяца до истечения срока полномочий депутатов.
Право выдвижения кандидатов предоставляется политическим партиям и непосредственно избирателям.
Первым Председателем парламента был избран Михаил Семёнов. На данный момент он единственный, кто проработал на этом посту два полных срока подряд.

## История
Народный Хурал Республики Бурятия создан 19 июля 1994 года на первой сессии Хурала из Центрального исполнительного комитета Бурят-Монгольской АССР/Бурятской АССР (4 декабря 1923 года — 19 июля 1994 года). Является правопреемником Верховного Совета Республики Бурятия.

## Структура
- комитет по социальной политике;
- комитет по экономической политике в промышленно-аграрном секторе, использованию природных ресурсов, экологии и торговле;
- комитет по бюджету, налогам, финансам и банкам; комитет по государственному устройству, местному самоуправлению, законодательству, законности и правопорядку;
- комитет по международным и региональным связям, национальным вопросам, делам общественных организаций и религиозных объединений.

Комитеты образуются постановлением НХ РБ на срок полномочий НХ данного созыва.
7 сентября 1995 года принят Закон Республики Бурятия «О Счётной палате Народного Хурала Республики Бурятия». Счётная палата — постоянно действующий орган государственного финансового контроля, образуемый Народным Хуралом и подотчётный ему.

## Председатели
| Созыв | Председатель                  | Период руководства                  | Фото |
| ----- | ----------------------------- | ----------------------------------- | ---- |
| 1     | Михаил Иннокентьевич Семёнов  | 21 июля 1994 — 5 июля 1998          |      |
| 2     | Михаил Иннокентьевич Семёнов  | 20 июля 1998 — 23 июня 2002         |      |
| 3     | Александр Гомбоевич Лубсанов  | 22 июля 2002 — 2 декабря 2007       |      |
| 4     | Матвей Матвеевич Гершевич     | 11 декабря 2007 — 8 сентября 2013   |      |
| 5     | Матвей Матвеевич Гершевич     | 17 сентября 2013 — 23 апреля 2015   |      |
| 5     | Цырен-Даши Эрдынеевич Доржиев | 28 августа 2015 — 19 сентября 2018  |      |
| 6     | Владимир Анатольевич Павлов   | 19 сентября 2018 — 24 сентября 2023 |      |
| 7     | Владимир Анатольевич Павлов   | 25 сентября 2023 — настоящее время  |      |

26 февраля 2015 года депутаты Народного Хурала надавили на спикера Матвея Гершевича, поставив на повестку очередной сессии Хурала вопрос об отстранении председателя Хурала с занимаемого им поста путём голосования. В результате этого Гершевич принял решение о добровольном и досрочном прекращении своих полномочий в апреле 2015 года.

## Комитеты и комиссии
| Комитет | Руководитель                     | Зам. руководителя                 |
| --- | -------------------------------- | --------------------------------- |
| по бюджету, налогам и финансам | Бардунаев Александр Владимирович | Степанов Михаил Юрьевич           |
| по государственному устройству, местному самоуправлению, законности и вопросам государственной службы                                                                   | Мордовской Пётр Степанович       | Жанаев Жамбал-Жамсо Николаевич    |
| по социальной политике | Марковец Игорь Васильевич        | Дондоков Вячеслав Баирович        |
| по земельным вопросам, аграрной политике и потребительскому рынку | Матхеев Семён Сергеевич          | Ведерников Владимир Николаевич    |
| по межрегиональным связям, национальным вопросам, молодёжной политике общественным и религиозным объединениям                                                           | Лыгденов Виталий Николаевич      | Цыренов Баир Цыденович            |
| по экономической политике, использованию природных ресурсов и охране окружающей среды                                                                                   | Вахрамеев Иннокентий Иосифович   | Жигжитов Бадмадоржо Содномбалович |
| Комиссия | Руководитель                     | Зам. руководителя                 |
| секретариат | Ивахинова Инна Саяновна          | —                                 |
| по контролю за использованием электронной системы голосования | Итыгилов Михаил Юрьевич          | —                                 |
| по мандатам и депутатской этике | Марковец Игорь Васильевич        | —                                 |
| по вопросам социально-экономического развития города Улан-Удэ | Степанов Михаил Юрьевич          | —                                 |
| по противодействию коррупции | Мордовской Пётр Степанович       | —                                 |
| по регламенту | Сахнов Анатолий Николаевич       | —                                 |
| счётная | Ведерников Владимир Николаевич   | —                                 |
| конституционная | Павлов Владимир Анатольевич      | —                                 |
| по аккредитации журналистов средств массовой информации | Мантатова Татьяна Евгеньевна     | —                                 |
| по контролю за достоверностью сведений о доходах, об имуществе и обязательствах имущественного характера, представляемых депутатами Народного Хурала Республики Бурятия | Лыгденов Виталий Николаевич      | —                                 |
| молодежная палата | Ивахинова Инна Саяновна          | —                                 |

## Депутаты Народного Хурала Республики Бурятия VII созыва
Одномандатные избирательные округа 
1. Дашеев Николай Дашеевич (одномандатный избирательный округ № 1) Единая Россия
2. Доржиев Геннадий Юрьевич (одномандатный избирательный округ № 2) Единая Россия
3. Пашинский Сергей Георгиевич (одномандатный избирательный округ № 3) Единая Россия
4. Вячеслав Цыбикжапов (одномандатный избирательный округ № 4) Единая Россия
5. Баир Мункуев (одномандатный избирательный округ № 5) Единая Россия
6. Альбина Ильина (одномандатный избирательный округ № 6) Единая Россия
7. Деева Лилия Васильевна (одномандатный избирательный округ № 7) самовыдвиженец
8. Александр Красовский (одномандатный избирательный округ № 8) Единая Россия
9. Цыденов Александр Базарсадаевич (одномандатный избирательный округ № 9) Единая Россия
10. Кушнарёв Анатолий Григорьевич (одномандатный избирательный округ № 10) Единая Россия
11. Максим Исмагилов (одномандатный избирательный округ № 11) Единая Россия
12. Владимир Павлов (одномандатный избирательный округ № 12) Единая Россия
13. Александр Батурин (одномандатный избирательный округ № 13) Единая Россия
14. Геннадий Бадмаев (одномандатный избирательный округ № 14) Новые люди
15.
16. Татьяна Мантатова (одномандатный избирательный округ № 16) Единая Россия
17. Вахрамеев Иннокентий Иосифович (одномандатный избирательный округ № 17) Единая Россия
18. Елена Вахрушкинова (одномандатный избирательный округ № 18) Единая Россия
19. Пётр Мордовской (одномандатный избирательный округ № 19) Единая Россия
20. Долгор Норбоева (одномандатный избирательный округ № 20) Единая Россия
21. Олег Бадлуев (одномандатный избирательный округ № 21) Единая Россия
22. Михаил Степанов (одномандатный избирательный округ № 22) Единая Россия
23. Вадим Бредний (одномандатный избирательный округ № 23) Единая Россия
24. Максим Бувалин (одномандатный избирательный округ № 24) Новые люди
25. Гергенов Михаил Денисович (одномандатный избирательный округ № 25) Единая Россия
26. Игорь Марковец (одномандатный избирательный округ № 26) Единая Россия
27. Цыбиков Бэликто Батоевич (одномандатный избирательный округ № 27) Единая Россия
28. Сергей Мезенин (одномандатный избирательный округ № 28) КПРФ
29. Анатолий Дымчиков (одномандатный избирательный округ № 29) Единая Россия
30. Светлана Гармаева (одномандатный избирательный округ № 30) Единая Россия
31. Гармаев Баир Базарович (одномандатный избирательный округ № 31) Единая Россия
32. Козлов Сергей Юрьевич (одномандатный избирательный округ № 32) Единая Россия
33. Андрей Невьянцев (одномандатный избирательный округ № 33) Единая Россия
Единый избирательный округ (Партийные списки)
«Единая Россия»
1. Леонид Белых
2. Вячеслав Дондоков
3.
4. Жамбал-Жамсо Жанаев
5. Александр Бардунаев
6. Виталий Лыгденов
7. Саян Бальжиров
8. Евгений Кучумов
9. Марина Рогачёва
10. Александр Варфоломеев
11. Артём Митапов
12. Эрдэнижап Дондитов
13. Анатолий Сахнов
14. Инна Ивахинова
15. Баир Баиров
16. Михаил Итыгилов
17. Валерий Доржиев
18. Владимир Ведерников
19. Татьяна Баженова
20. Игорь Зубарев
21. Артём Михайлов
22. Александр Парщиков
КПРФ
23. Виктор Малышенко
24. Баир Цыренов
25. Александр Флусов
26. Эржена Чимитцыренова
27. Тимур Нимаев
28. Тумэн Дондоков
«Новые люди»
29. Семён Матхеев
30. Владимир Хабитуев
31. Борис Семёнов
ЛДПР
32. Сергей Дорош
33. Бадмадоржо Жигжитов

## Смена состава депутатов между очередными выборами
- 24 апреля 2025 года на очередной сессии Хурала сложил полномочия депутата (от одномандатного избирательного округа № 15) единоросс Денис Гармаев, до этого написавший заявление об уходе по собственному желанию. Парламентарии единогласно одобрили уход коллеги. Его также вывели из состава хуральского комитета по социальной политике.

- 1 июля 2025 года после продолжительной болезни скончалась Галина Горбатых — депутат от «Единой России» по Единому избирательному округу.

## Представители в Совете Федерации
19 сентября 2018 года Александр Георгиевич Варфоломеев наделен полномочиями представлять Народный Хурал Республики Бурятия в Совете Федерации Федерального Собрания Российской Федерации. Он является заместителем председателя Комитета Совета Федерации по социальной политике.